# Yvrac
Pour l’article homonyme, voir Yvrac-et-Malleyrand en Charente.
Yvrac est une commune du Sud-Ouest de la France située dans le département de la Gironde, en région Nouvelle-Aquitaine.

## Géographie

### Localisation
Située dans le nord de l'Entre-deux-Mers, Yvrac est une commune de l'aire d'attraction et de l'unité urbaine de Bordeaux, à environ 10 km à l'est de Bordeaux et 20 km de Libourne.

### Communes limitrophes
Les communes limitrophes sont  Artigues-près-Bordeaux, Lormont, Montussan, Pompignac, Saint-Loubès, Sainte-Eulalie et Tresses.
| Sainte-Eulalie         |         | Saint-Loubès |
| Lormont                | Yvrac   | Montussan    |
| Artigues-près-Bordeaux | Tresses | Pompignac    |

### Climat
Pour des articles plus généraux, voir Climat de la Nouvelle-Aquitaine et Climat de la Gironde.
Historiquement, la commune est exposée à un climat océanique aquitain.  
En 2020, Météo-France publie une typologie des climats de la France métropolitaine dans laquelle la commune est exposée à un climat océanique et est dans la région climatique  Aquitaine, Gascogne, caractérisée par une pluviométrie abondante au printemps, modérée en automne, un faible ensoleillement au printemps, un été chaud (19,5 °C), des vents faibles, des brouillards fréquents en automne et en hiver et des orages fréquents en été (15 à 20 jours).
Pour la période 1971-2000, la température annuelle moyenne est de 12,8 °C, avec une amplitude thermique annuelle de 14,8 °C. Le cumul annuel moyen de précipitations est de 883 mm, avec 11,8 jours de précipitations en janvier et 6,8 jours en juillet. Pour la période 1991-2020, la température moyenne annuelle observée sur la station météorologique la plus proche, située sur la commune de Villenave-d'Ornon à 13,88 km à vol d'oiseau, est de 14,3 °C et le cumul annuel moyen de précipitations est de 904,1 mm,. Pour l'avenir, les paramètres climatiques de la commune estimés pour 2050 selon différents scénarios d'émission de gaz à effet de serre sont consultables sur un site dédié publié par Météo-France en novembre 2022.

## Urbanisme

### Typologie
Au 1er janvier 2024, Yvrac est catégorisée ceinture urbaine, selon la nouvelle grille communale de densité à sept niveaux définie par l'Insee en 2022.
Elle appartient à l'unité urbaine de Bordeaux, une agglomération intra-départementale regroupant 73  communes, dont elle est une commune de la banlieue,,. Par ailleurs la commune fait partie de l'aire d'attraction de Bordeaux, dont elle est une commune de la couronne,. Cette aire, qui regroupe 275 communes, est catégorisée dans les aires de 700 000 habitants ou plus (hors Paris),.

### Occupation des sols

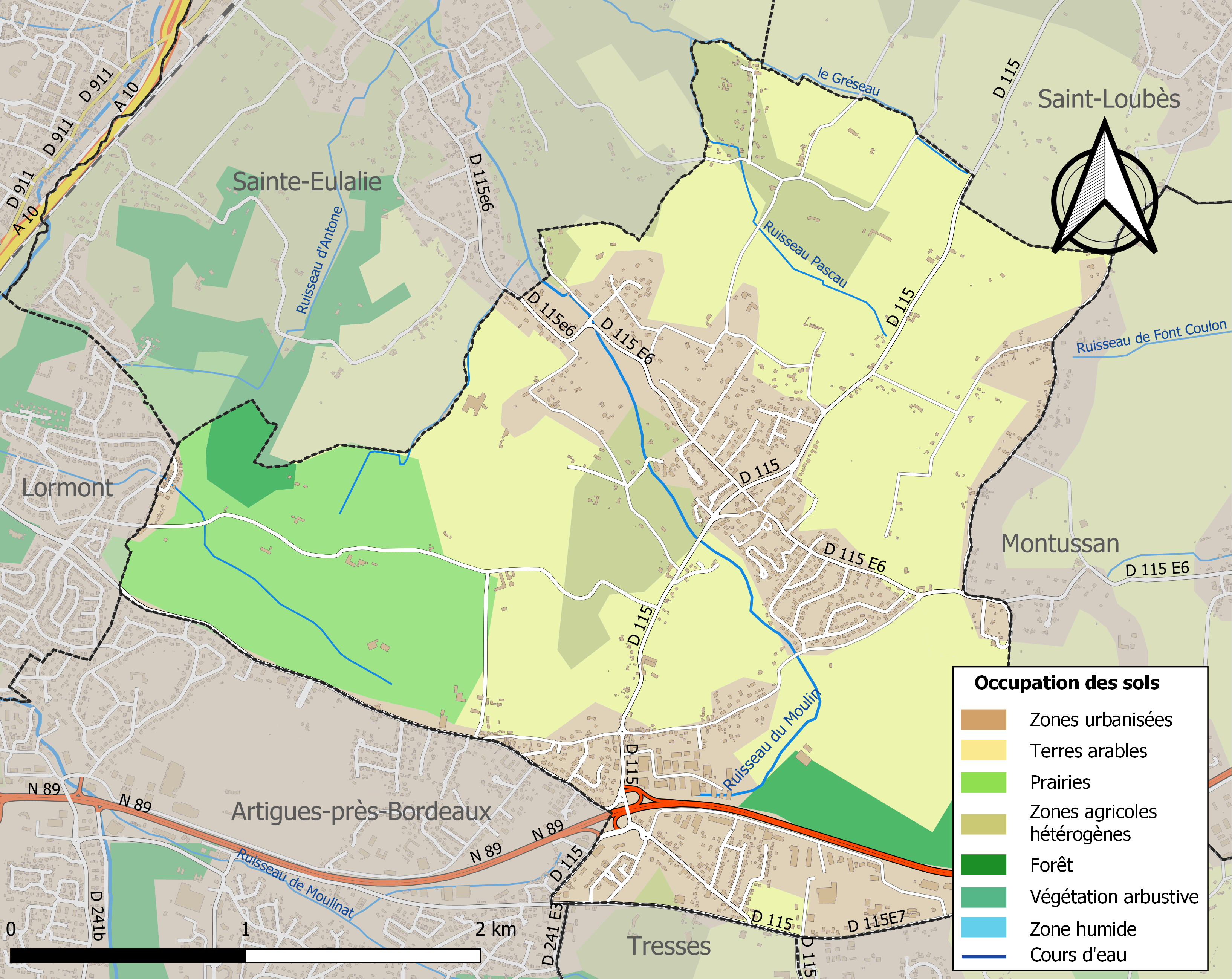
Carte des infrastructures et de l'occupation des sols de la commune en 2018 (CLC).

L'occupation des sols de la commune, telle qu'elle ressort de la base de données européenne d’occupation biophysique des sols Corine Land Cover (CLC), est marquée par l'importance des territoires agricoles (68,4 % en 2018), en diminution par rapport à 1990 (83,2 %). La répartition détaillée en 2018 est la suivante : 
cultures permanentes (39,9 %), zones urbanisées (27,5 %), prairies (13,5 %), zones agricoles hétérogènes (8,4 %), terres arables (6,5 %), forêts (4,1 %). L'évolution de l’occupation des sols de la commune et de ses infrastructures peut être observée sur les différentes représentations cartographiques du territoire : la carte de Cassini (XVIIIe siècle), la carte d'état-major (1820-1866) et les cartes ou photos aériennes de l'IGN pour la période actuelle (1950 à aujourd'hui).

### Voies de communication et transports
Elle est accessible par l'autoroute A89 à la sortie  02 Yvrac et par l'aérodrome de Bordeaux - Yvrac.

### Risques majeurs
Le territoire de la commune d'Yvrac est vulnérable à différents aléas naturels : météorologiques (tempête, orage, neige, grand froid, canicule ou sécheresse), mouvements de terrains et séisme (sismicité faible). Un site publié par le BRGM permet d'évaluer simplement et rapidement les risques d'un bien localisé soit par son adresse soit par le numéro de sa parcelle.
Les mouvements de terrains susceptibles de se produire sur la commune sont des tassements différentiels.

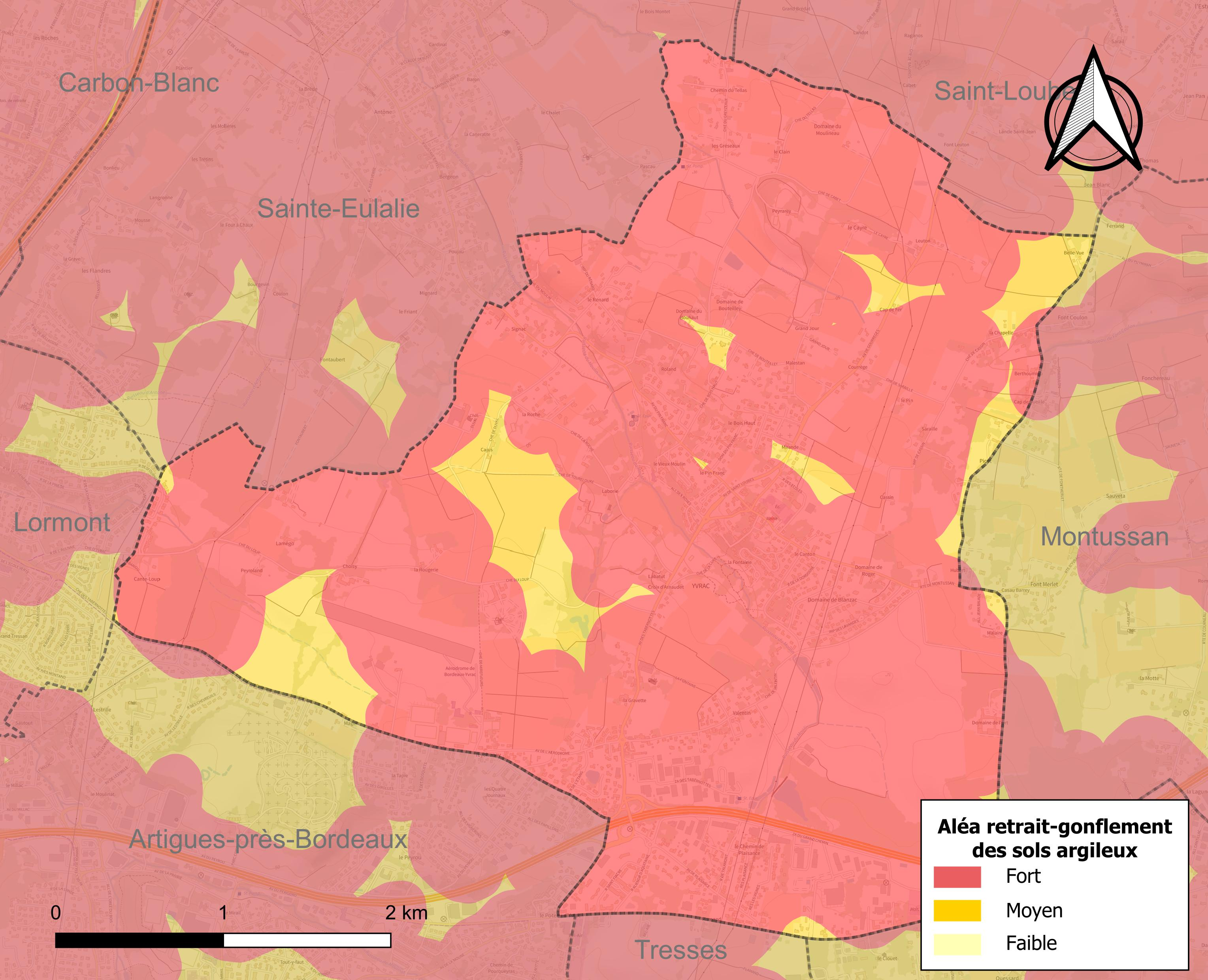
Carte des zones d'aléa retrait-gonflement des sols argileux d'Yvrac.

Le retrait-gonflement des sols argileux est susceptible d'engendrer des dommages importants aux bâtiments en cas d’alternance de périodes de sécheresse et de pluie. La totalité de la commune est en aléa moyen ou fort (67,4 % au niveau départemental et 48,5 % au niveau national). Sur les 1 101 bâtiments dénombrés sur la commune en 2019,  1 101 sont en aléa moyen ou fort, soit 100 %, à comparer aux 84 % au niveau départemental et 54 % au niveau national. Une cartographie de l'exposition du territoire national au retrait gonflement des sols argileux est disponible sur le site du BRGM,.
La commune a été reconnue en état de catastrophe naturelle au titre des dommages causés par les inondations et coulées de boue survenues en 1982, 1983, 1999, 2009, 2013 et 2021, par la sécheresse en 1989, 1991, 1993, 1995, 2003, 2005, 2011 et 2015 et par des mouvements de terrain en 1999.

## Toponymie
Il s'agit d'un nom de lieu semblable aux nombreux Évry, Ivry, Yvré du nord de la France.
Comme l'indique une des plus anciennes formes trouvées pour ce type toponymique : de Evriaco en 802 (Yvré-l'Évêque, Sarthe), il s'agit d'une formation en -(i)acum, suffixe d'origine gauloise indiquant le lieu ou la propriété, il est précédé du nom de personne gallo-romain Eburius ou Eburus. Cependant ils peuvent remonter directement au nom de l'if, *eburos suivi du suffixe -iacon (> -iacum), d'où *Eburiacon « lieu planté d'ifs, ivaie ».
Yvrac représente plus vraisemblablement la variante *Eburacon comme York (Angleterre, Yorkshire, Eborakon Ier siècle, Eburacum IIIe siècle) de même signification. Il est également homonyme des noms de lieux brittoniques (Coat Ar) Evorec (Bretagne, Ploubezre) « lieu planté de bourdaine », Efrog (nom gallois d’York) et les noms communs gaëliques : vieil irlandais iubrach, irlandais iúrach et écossais iùbhrach signifiant  « lieu planté d'ifs, ivaie ».

## Politique et administration
La commune d'Yvrac appartient à l'arrondissement de Bordeaux. À la suite du découpage territorial de 2014 entré en vigueur à l'occasion des élections départementales de 2015, la commune est transférée du canton de Cenon au canton de Lormont remodelés,. Yvrac fait également partie de la communauté de communes Les Rives de la Laurence.
| Période                                  | Période       | Identité            | Étiquette | Qualité  |
| ---------------------------------------- | ------------- | ------------------- | --------- | -------- |
| Les données manquantes sont à compléter. |               |                     |           |          |
| 1968                                     | 2001          | Jean Guillot        |           |          |
| 2001                                     | 2011          | Jacques Mayoux      |           |          |
| 2011                                     | 2014          | Claude Carty        |           |          |
| 2014                                     | 28 mai 2020   | Francis Dang        | DVD       | Retraité |
| 28 mai 2020                              | 25 avril 2024 | Sylvie Brisson      |           |          |
| 25 avril 2024                            | En cours      | Olivier Lafeuillade |           |          |

## Démographie
L'évolution du nombre d'habitants est connue à travers les recensements de la population effectués dans la commune depuis 1793. Pour les communes de moins de 10 000 habitants, une enquête de recensement portant sur toute la population est réalisée tous les cinq ans, les populations de référence des années intermédiaires étant quant à elles estimées par interpolation ou extrapolation. Pour la commune, le premier recensement exhaustif entrant dans le cadre du nouveau dispositif a été réalisé en 2006.

En 2022, la commune comptait 2 901 habitants, en évolution de +4,13 % par rapport à 2016 (Gironde : +6,91 %, France hors Mayotte : +2,11 %).
| 1793 | 1800 | 1806 | 1821 | 1831 | 1836 | 1841 | 1846 | 1851 |
| ---- | ---- | ---- | ---- | ---- | ---- | ---- | ---- | ---- |
| 727  | 609  | 725  | 670  | 675  | 682  | 714  | 680  | 694  |

| 1856 | 1861 | 1866 | 1872 | 1876 | 1881 | 1886 | 1891 | 1896 |
| ---- | ---- | ---- | ---- | ---- | ---- | ---- | ---- | ---- |
| 694  | 723  | 738  | 789  | 750  | 736  | 817  | 773  | 738  |

| 1901 | 1906 | 1911 | 1921 | 1926 | 1931 | 1936 | 1946 | 1954 |
| ---- | ---- | ---- | ---- | ---- | ---- | ---- | ---- | ---- |
| 769  | 762  | 721  | 796  | 787  | 770  | 788  | 759  | 908  |

| 1962  | 1968  | 1975  | 1982  | 1990  | 1999  | 2006  | 2011  | 2016  |
| ----- | ----- | ----- | ----- | ----- | ----- | ----- | ----- | ----- |
| 1 012 | 1 162 | 1 651 | 2 202 | 2 185 | 2 166 | 2 312 | 2 625 | 2 786 |

| 2021  | 2022  | - | - | - | - | - | - | - |
| ----- | ----- | - | - | - | - | - | - | - |
| 2 881 | 2 901 | - | - | - | - | - | - | - |

## Lieux et monuments
- Monument aux morts.Monument aux morts et église Sainte-Marie.

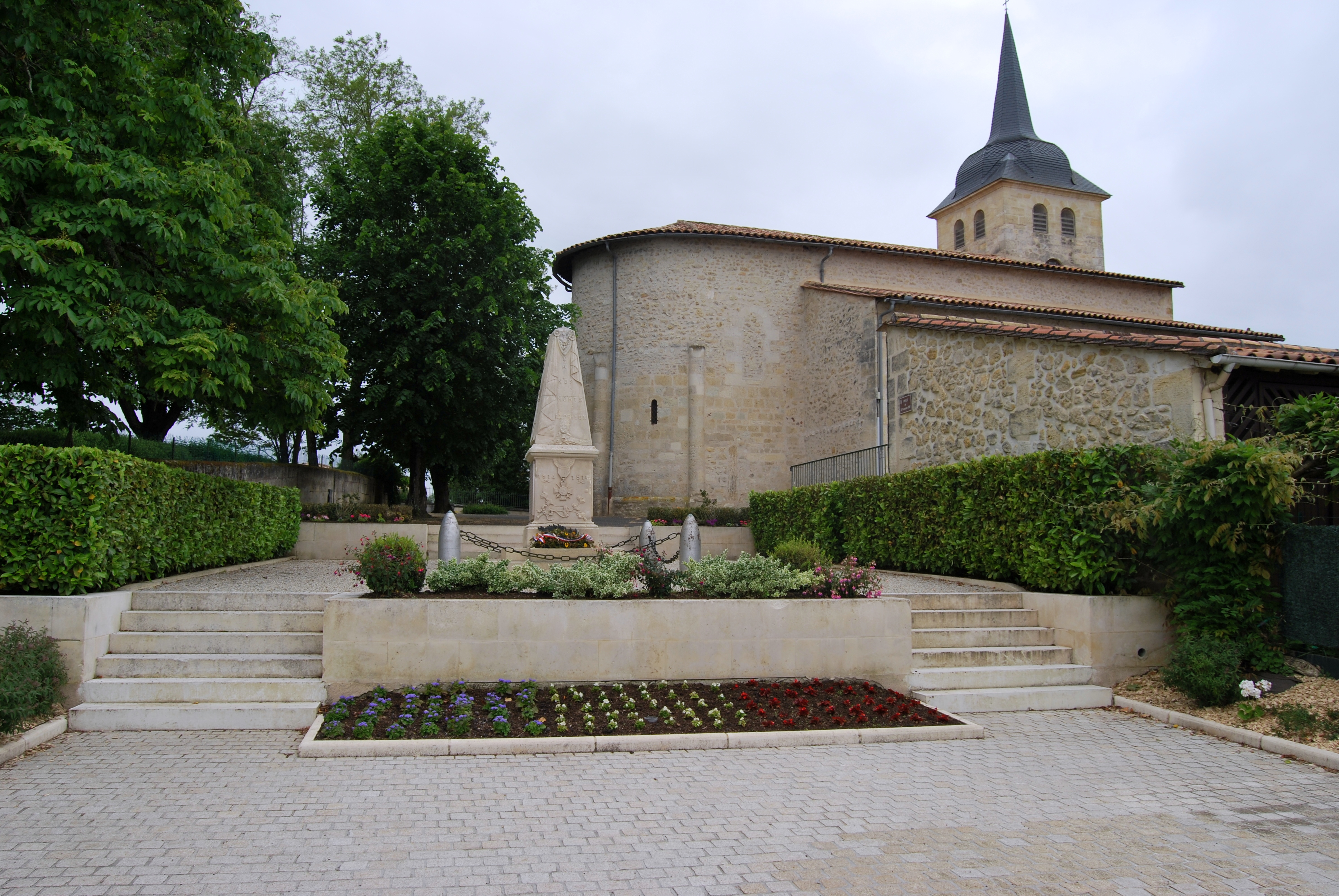
Monument aux morts et église Sainte-Marie.

- Le château de Bellevue, ancienne chartreuse du XVIIIe siècle due probablement aux plans de Victor Louis (architecte du Grand Théâtre de Bordeaux), achetée par Dmitry Stroskin, un milliardaire russe, fut complètement détruit en 2012 - apparemment par erreur - par une entreprise polonaise qui avait été chargée des travaux de rénovation[27].
- Un aérodrome à usage restreint accueille depuis 1937 une aviation de loisirs. Le club « BYAC » compte environ 170 membres et forme de nombreux élèves « de 15 à 82 ans ». Une équipe de bénévoles en assure la gestion, le fonctionnement et l'entretien.
- Église Sainte-Marie d'Yvrac.

## Yvrac autrefois

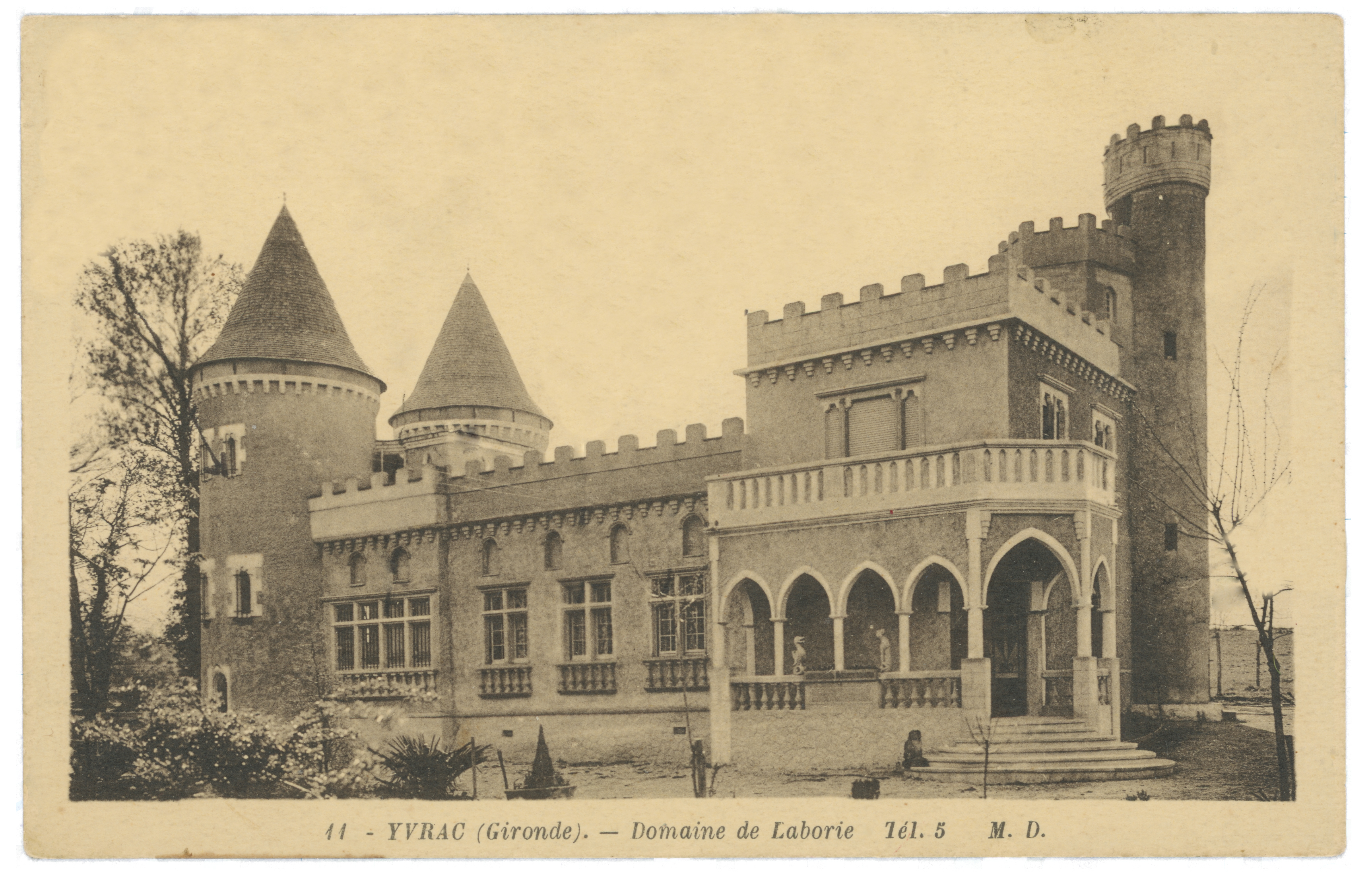
Résidence principale de M. Anatole BLAISE.

Le bourg
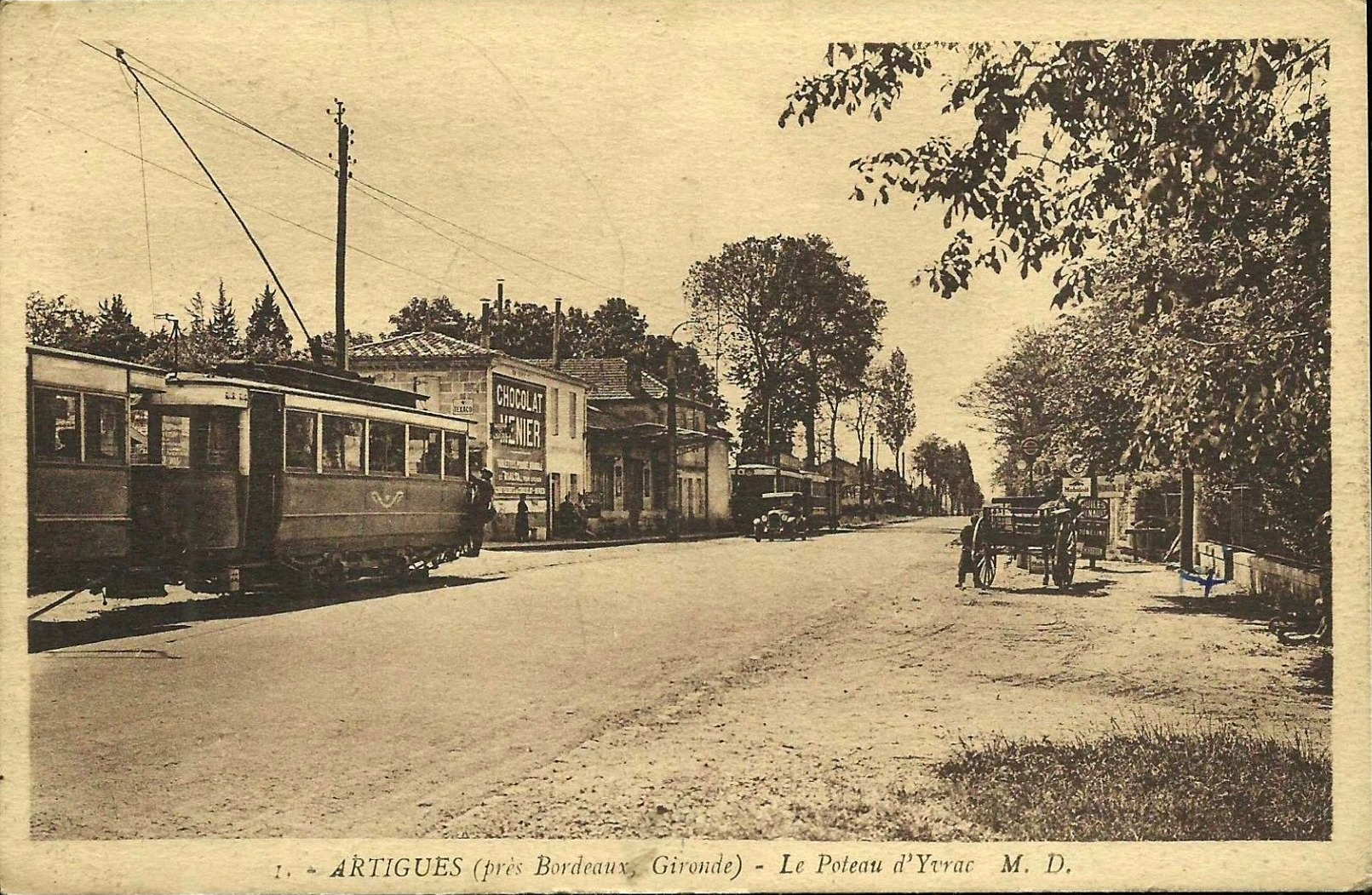
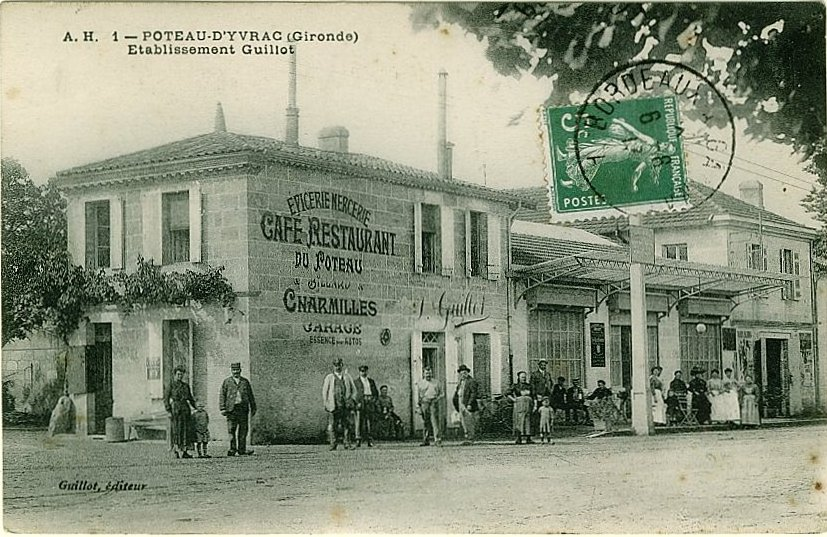
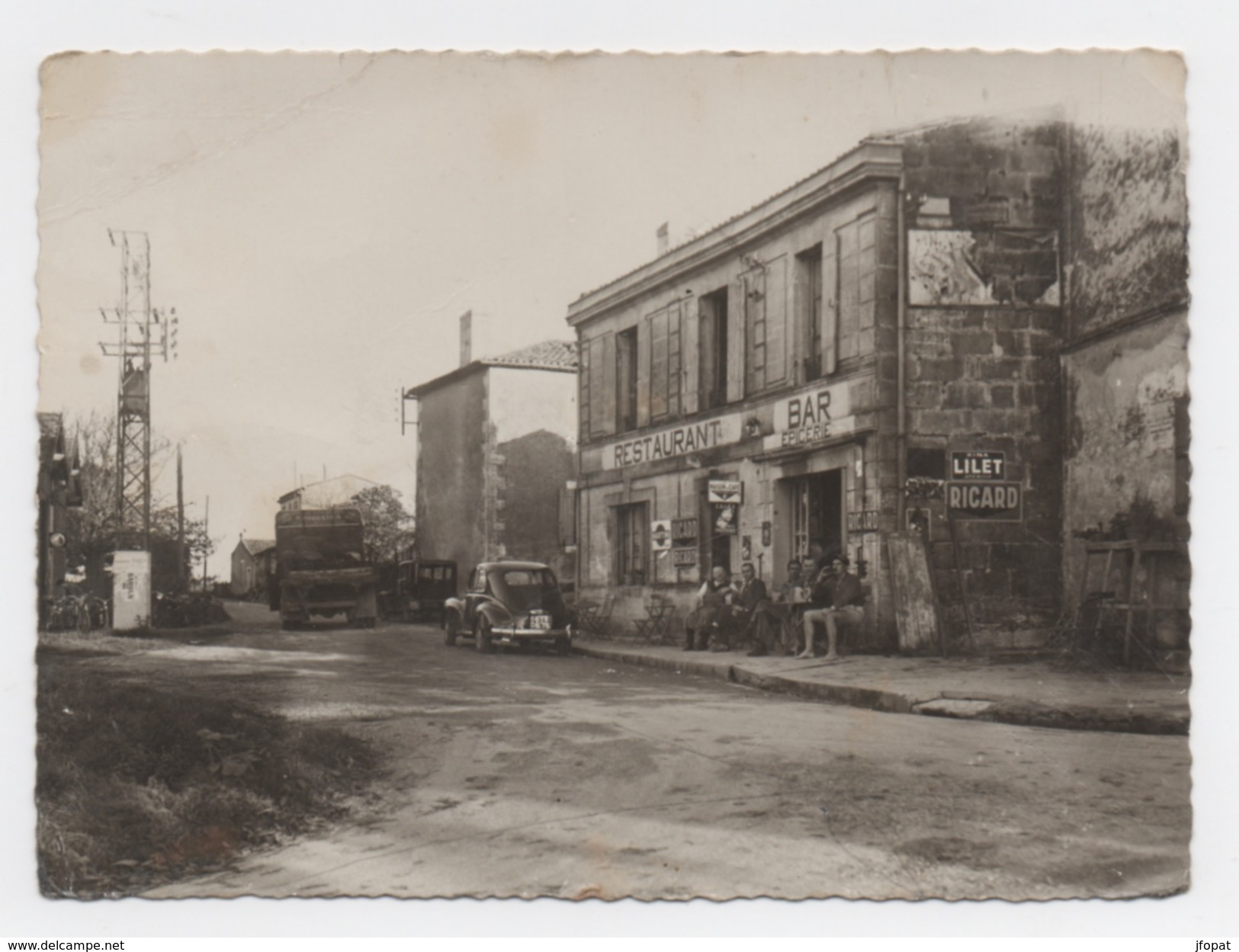
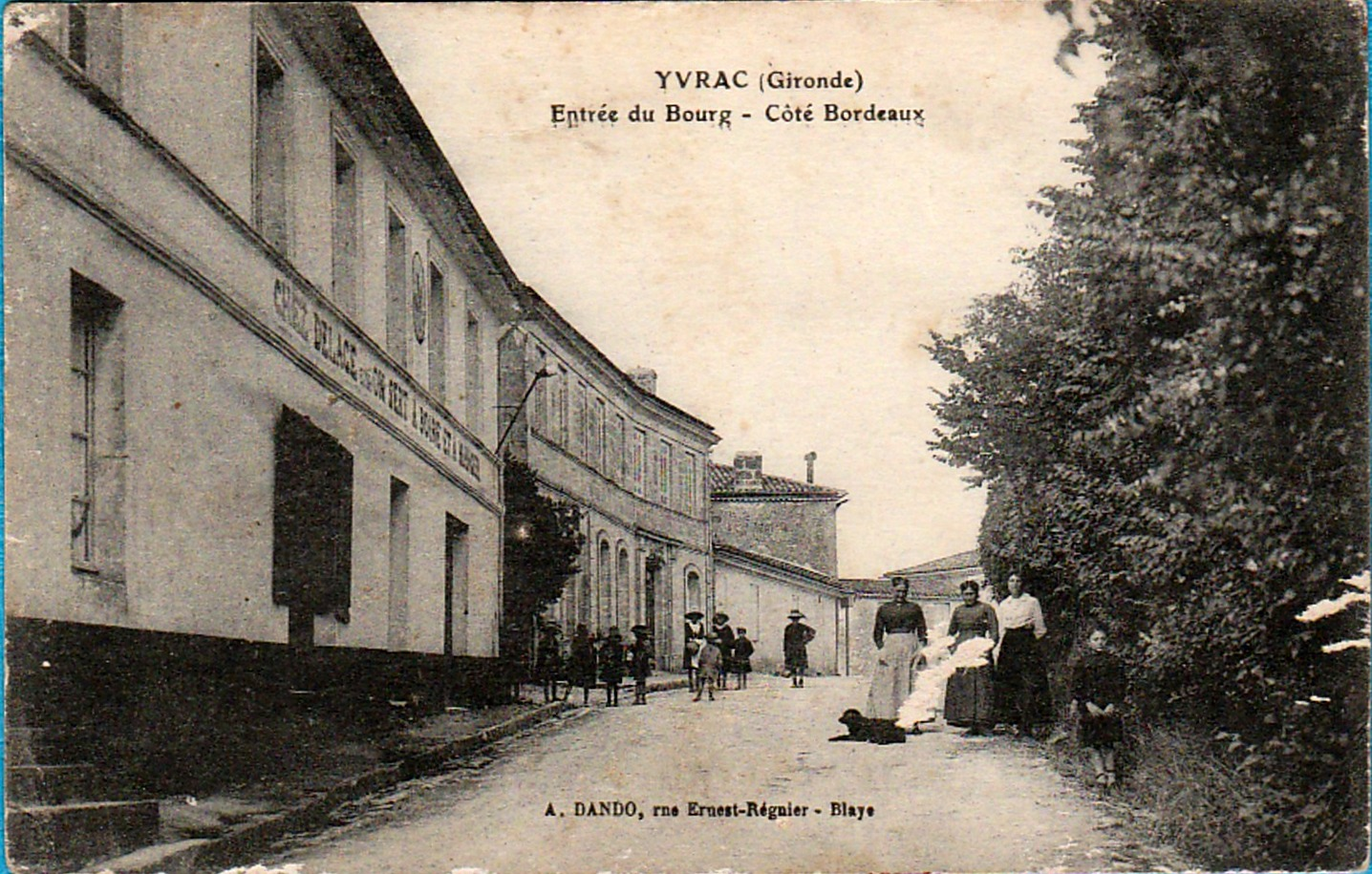
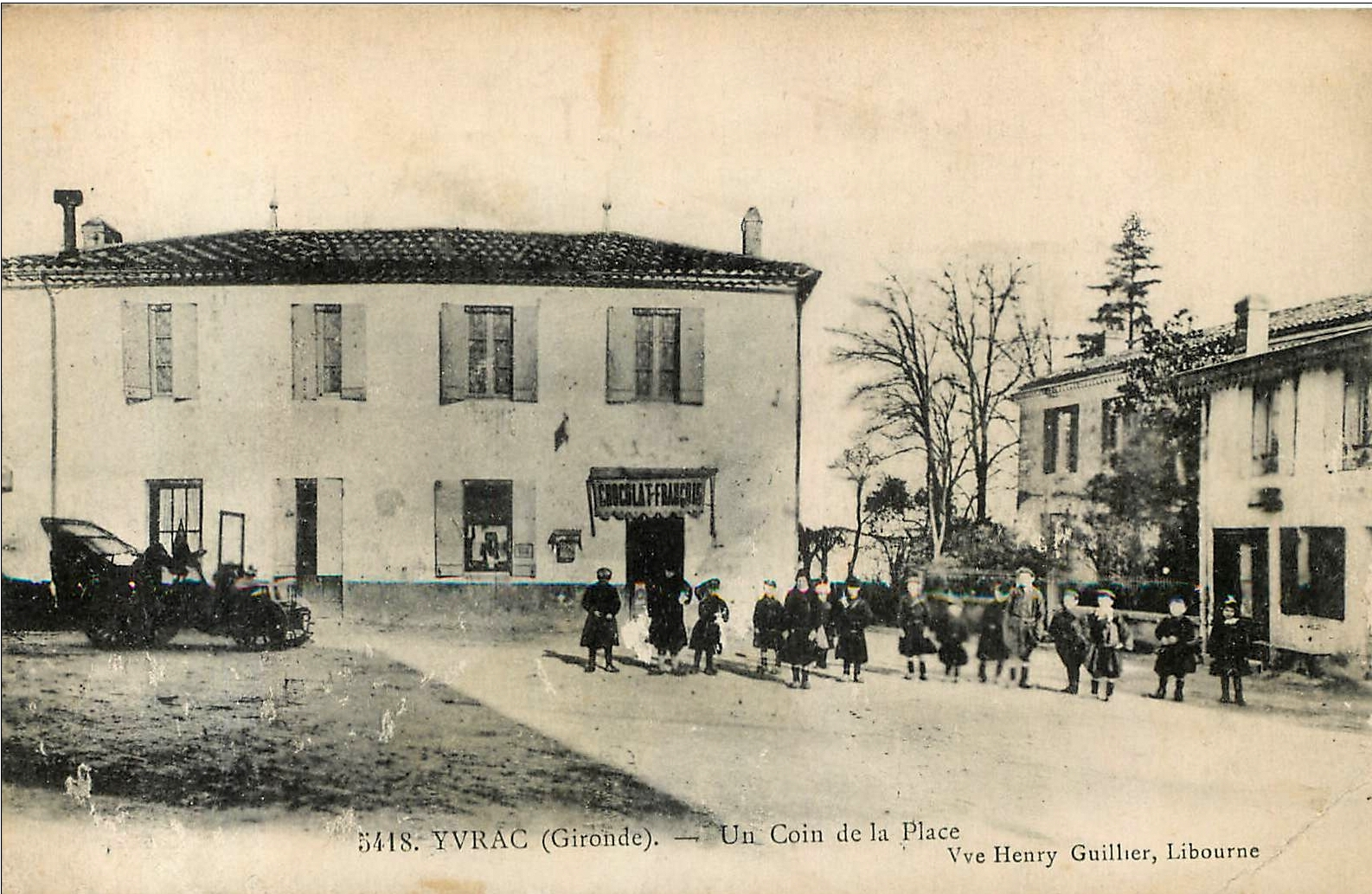
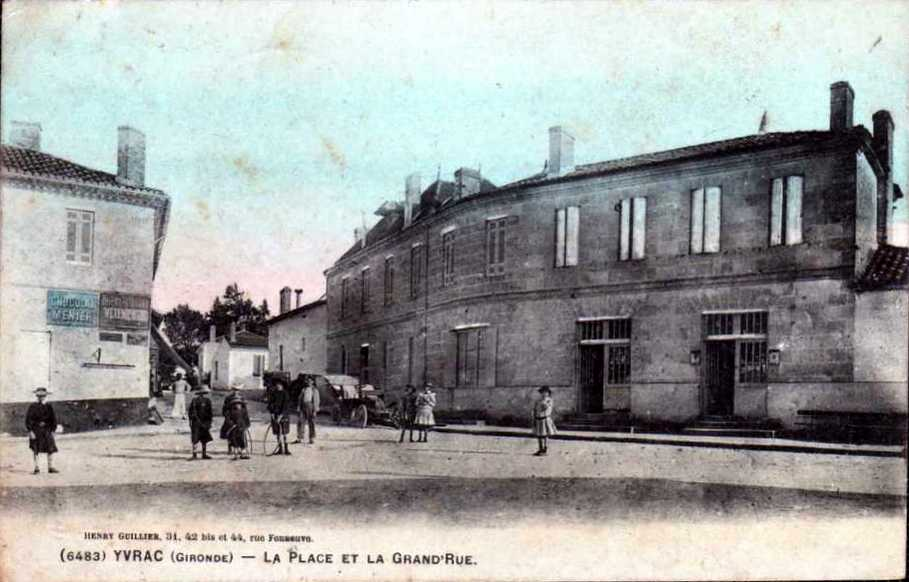
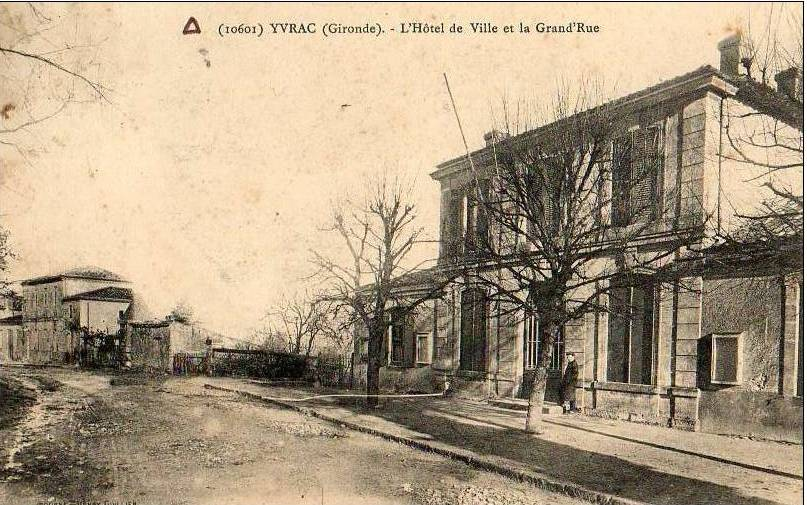
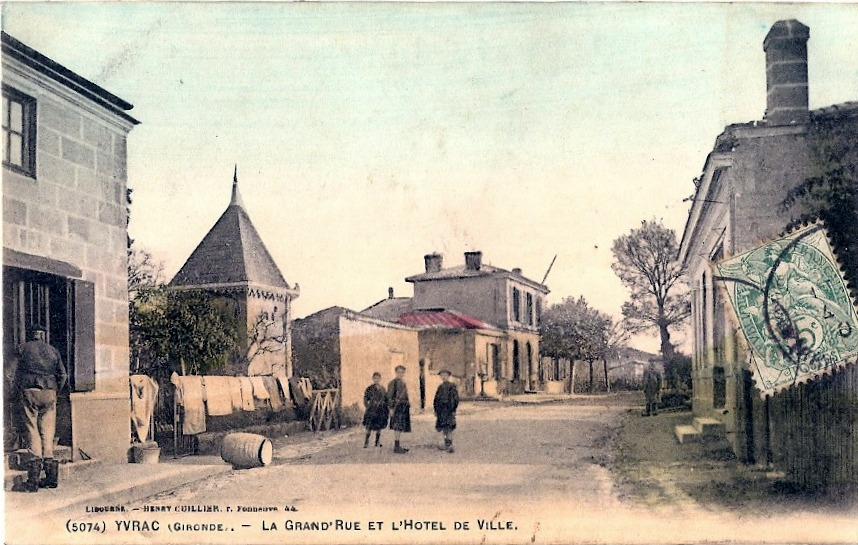
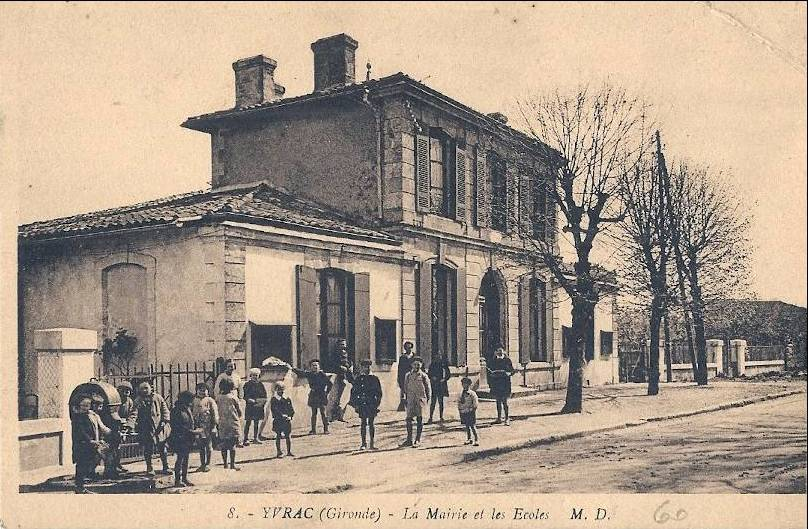
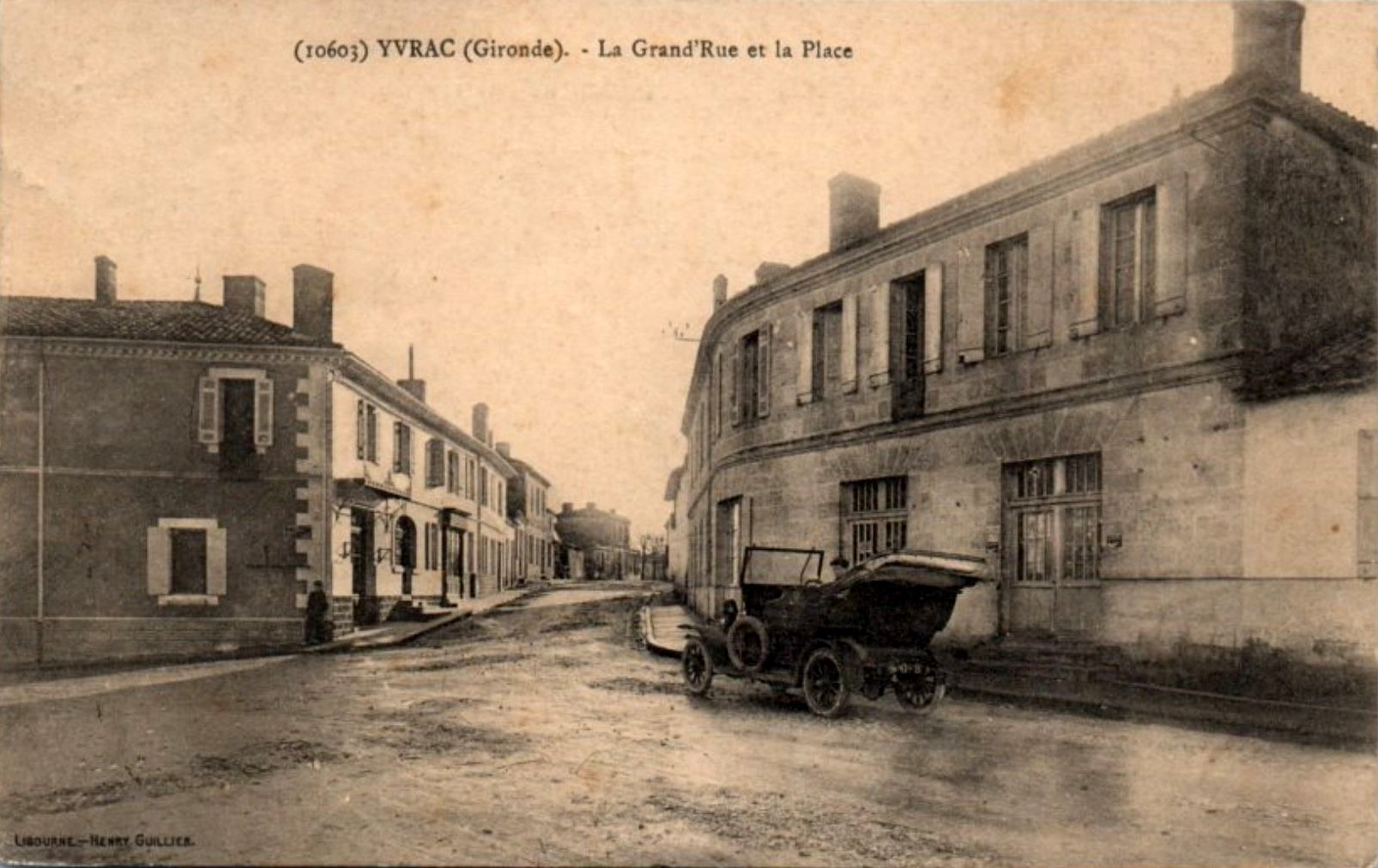
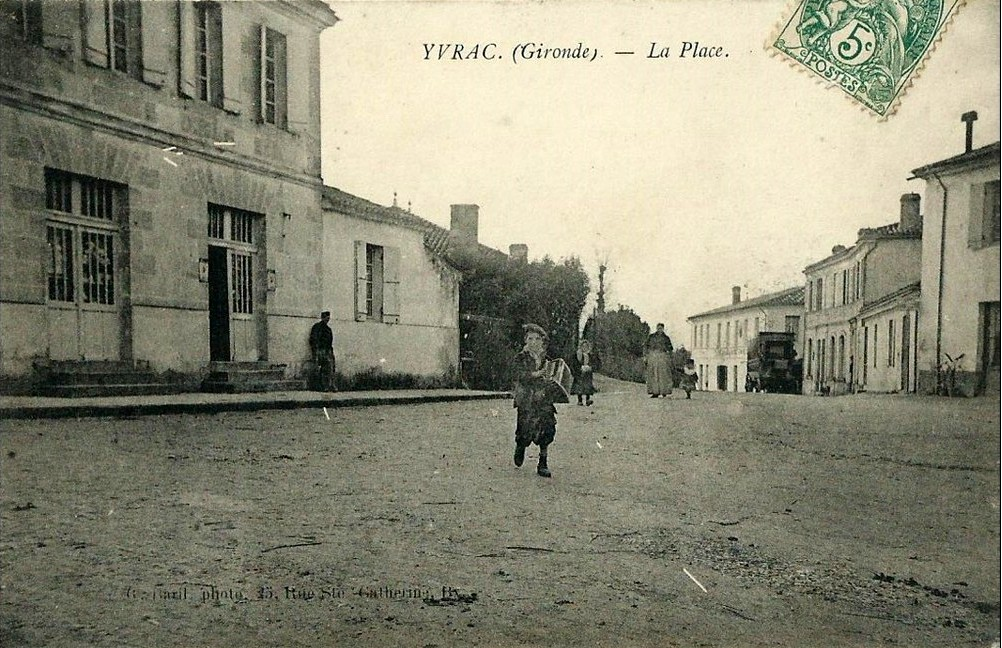
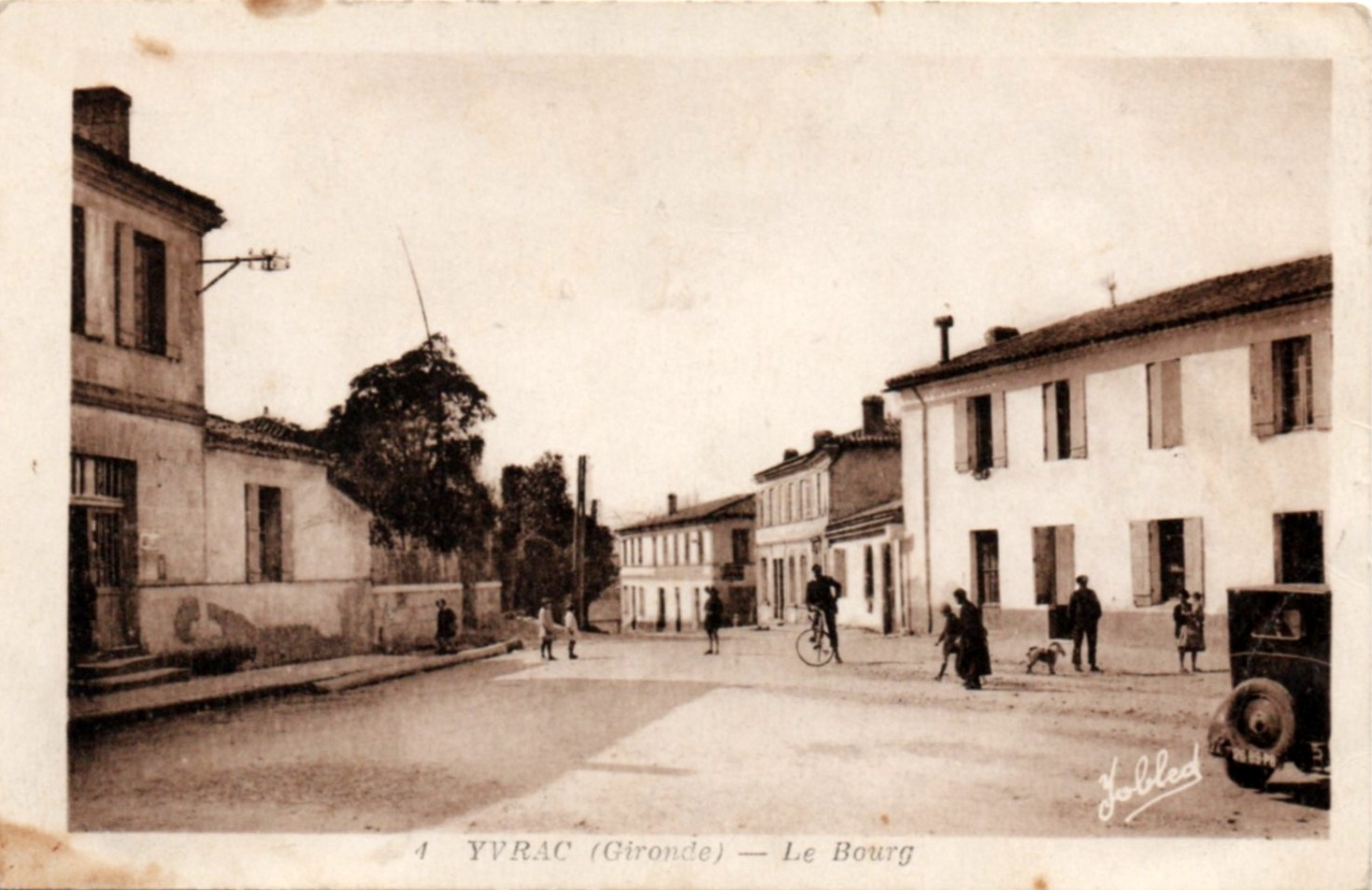
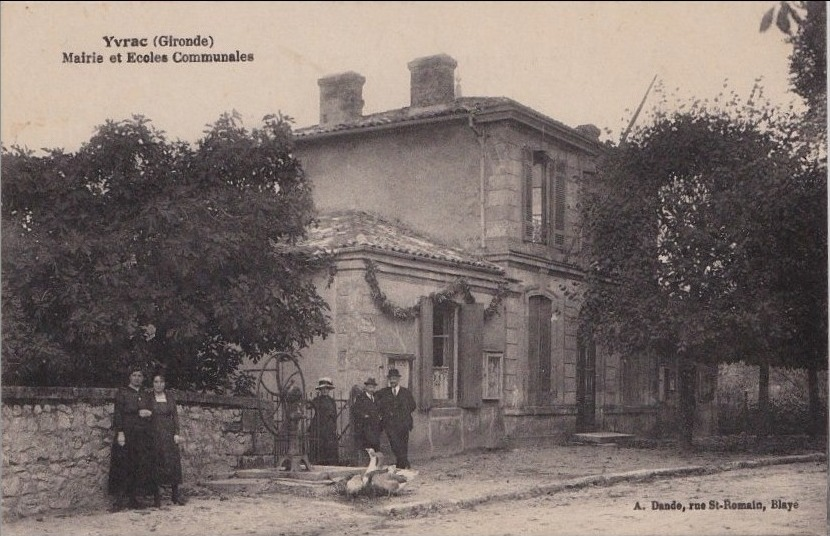
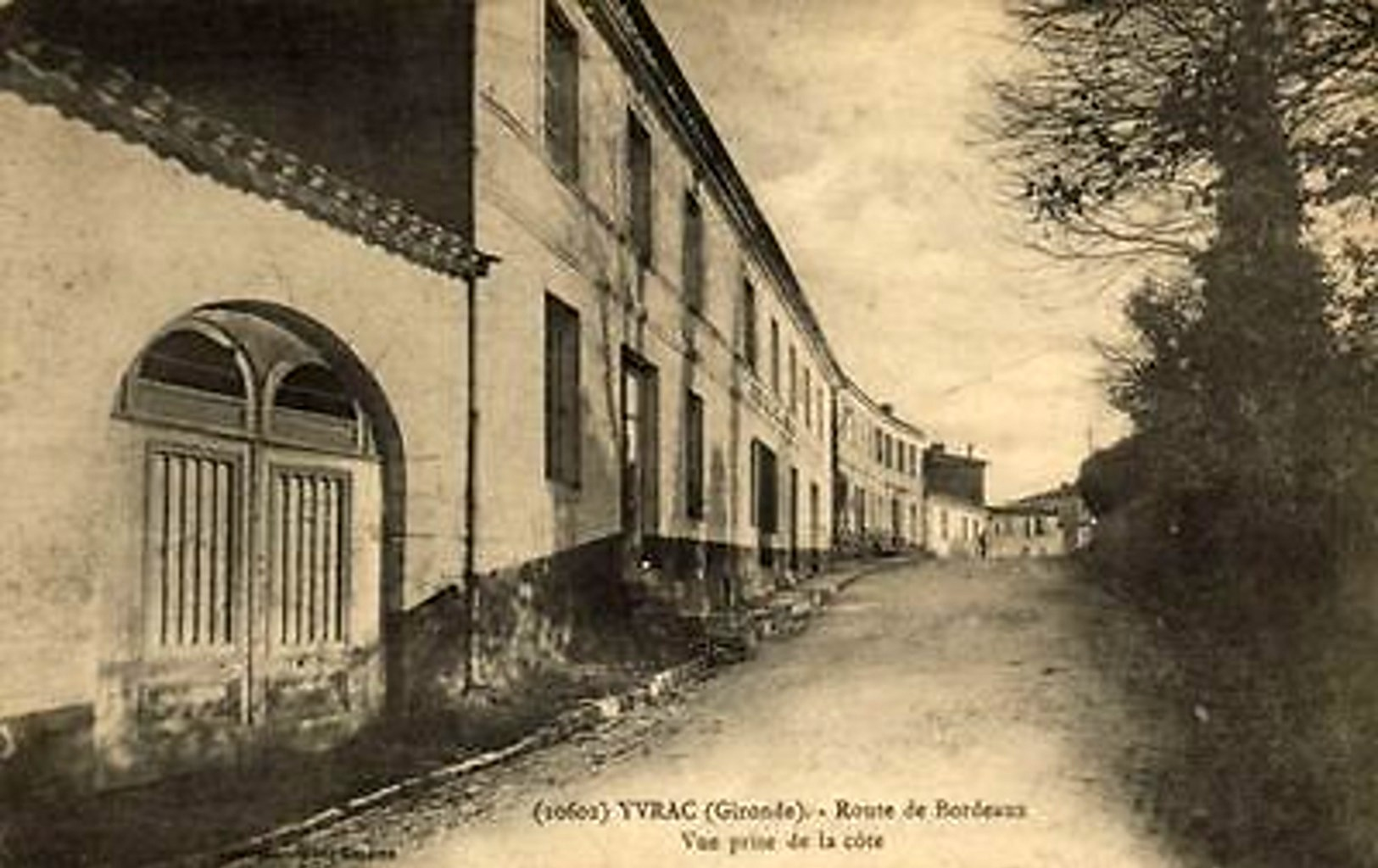

## Personnalités liées à la commune
Claude Lagoutte (1935-1990), artiste peintre, a vécu à Yvrac entre 1973 et 1979.
Anatole Blaise (1885-1972), Directeur général du Crédit Commercial de la Gironde, Maire d'Yvrac, Président départemental de la croix rouge française, Commandeur de l'Ordre National du Mérite, Officier de la légion d'honneur. A vécu au domaine de Laborie à Yvrac.

## Héraldique
| Blason à dessiner | Blason  | De pourpre au léopard d'argent; un chef du même chargé de trois ifs de sinople, ceux des flancs plus petits, et bordé de pourpre. |
| Blason à dessiner | Détails | Le statut officiel du blason reste à déterminer.                                                                                  |